# 红崖广场

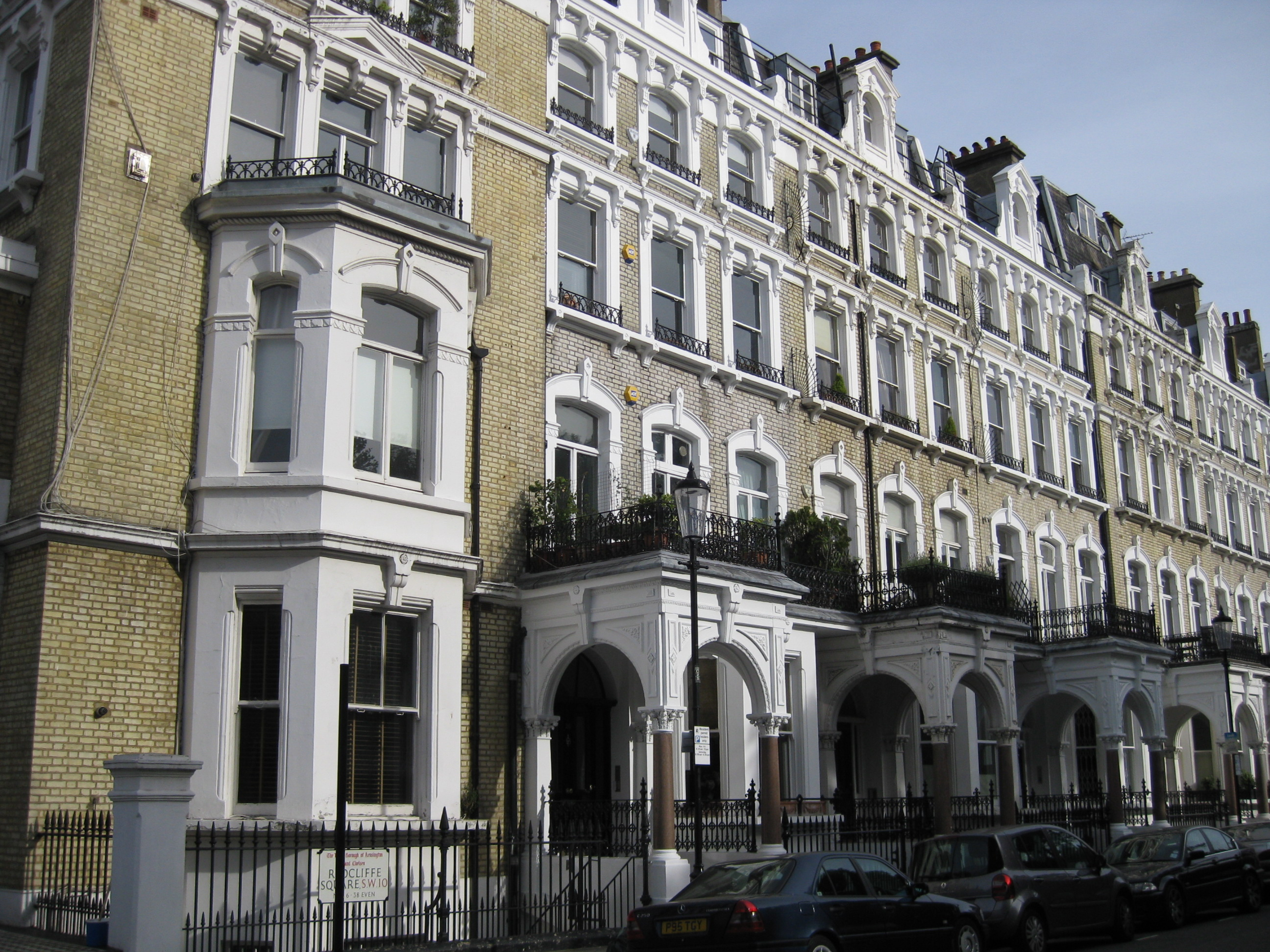
红崖广场的住宅

红崖广场（Redcliffe Square）是英国伦敦市中心西南部切尔西的一个城市广场。广场上有红崖广场花园。
红崖花园西北 - 东南向穿过广场。东面是博尔顿。西南为布朗普顿公墓。

## 历史
红崖广场建于19世纪60年代，为冈特产业的一部分。该区域在开发之前主要是农田，红崖花园曾经是通过该地区的一条老路，被称为核桃树路（Walnut Tree Walk）。罗伯特·冈特发起大部分房地产的发展，大部分设计是乔治·戈德温和亨利·戈德温兄弟的作品。选择红崖这个名字是由于戈德温与布里斯托尔的联系。